# Bjässhällan
Bjässhällan  is een Zweeds zandbank of rotseiland behorend tot de Lule-archipel. Het eiland ligt ten oosten van Klyvan en is het meest oostelijke eiland van de Luleå-archipel alhier. Het eiland heeft geen oeververbinding en is onbebouwd. Het eiland wordt soms bewoond door de grijze zeehond.